# Jean-François Pilâtre de Rozier
Jean-François Pilâtre de Rozier (Metz, 30 april 1757 – Wimereux, 15 juni 1785) was een Frans natuurkundige en luchtvaartpionier, die als eerste op 21 november 1783 in een ballon de lucht in ging. Hij werd ook het eerste slachtoffer in de geschiedenis van de luchtvaart.

## Biografie
Pilâtre was de zoon van een herbergier en studeerde medicijnen, farmacie, scheikunde en natuurkunde. Op 18-jarige leeftijd trok hij naar Parijs. De broer van koning Lodewijk XVI, meestal Monsieur genoemd, benoemde hem tot intendant van zijn kabinet met naturaliën. Eind 1781 opende Pilâtre in Le Marais een natuurwetenschappelijk museum. Het museum had direct veel aanloop, want proeven en natuurkundige genootschappen waren in de mode. Pilâtre richtte zich naar aanleiding van een boek van Joseph Priestley op de studie van gassen. Hij hield zich bezig met het geven van demonstraties van zwemmen, duikpakken en elektriciteit. Toen de welgestelde gebroeders Montgolfier naar Parijs kwamen om hun experimenten met luchtballonnen te tonen, bood Pilâtre hen zijn diensten aan. Pilâtre was vanaf het begin betrokken bij de ontwikkeling, door Jean-Baptiste Réveillon, van de met behang beplakte montgolfière.
Op woensdag 15 oktober 1783 stapte Pilâtre vanuit de tuin van de behangfabriek La Folie Titon voor het eerst in de korf van een luchtballon. Bevestigd aan een touw steeg deze tot 26 meter. Twee dagen later herhaalde Pilâtre de experimenten voor een geleerd gezelschap. Op 19 oktober steeg Pilâtre eerst alleen op in de mand, en daarna een keer samen met André Giroud de Villette, een werknemer van de behangfabriek. De ballon werd in acht minuten gevuld en steeg in 15 seconden tot 105 meter. De grootste zorg van de inzittenden was een scheur van tien centimeter, veroorzaakt door de touwen. De vlucht duurde niettemin tien minuten. Vanwege een lichte mist was het zicht beperkt. Het speet de mannen geen verrekijker meegenomen te hebben. Giroud verklaarde na afloop dat de ballon heel geschikt was bij het bespioneren van vijandelijke legers. Bovendien werden de mogelijkheden om de sterren en kometen te bestuderen veel groter.

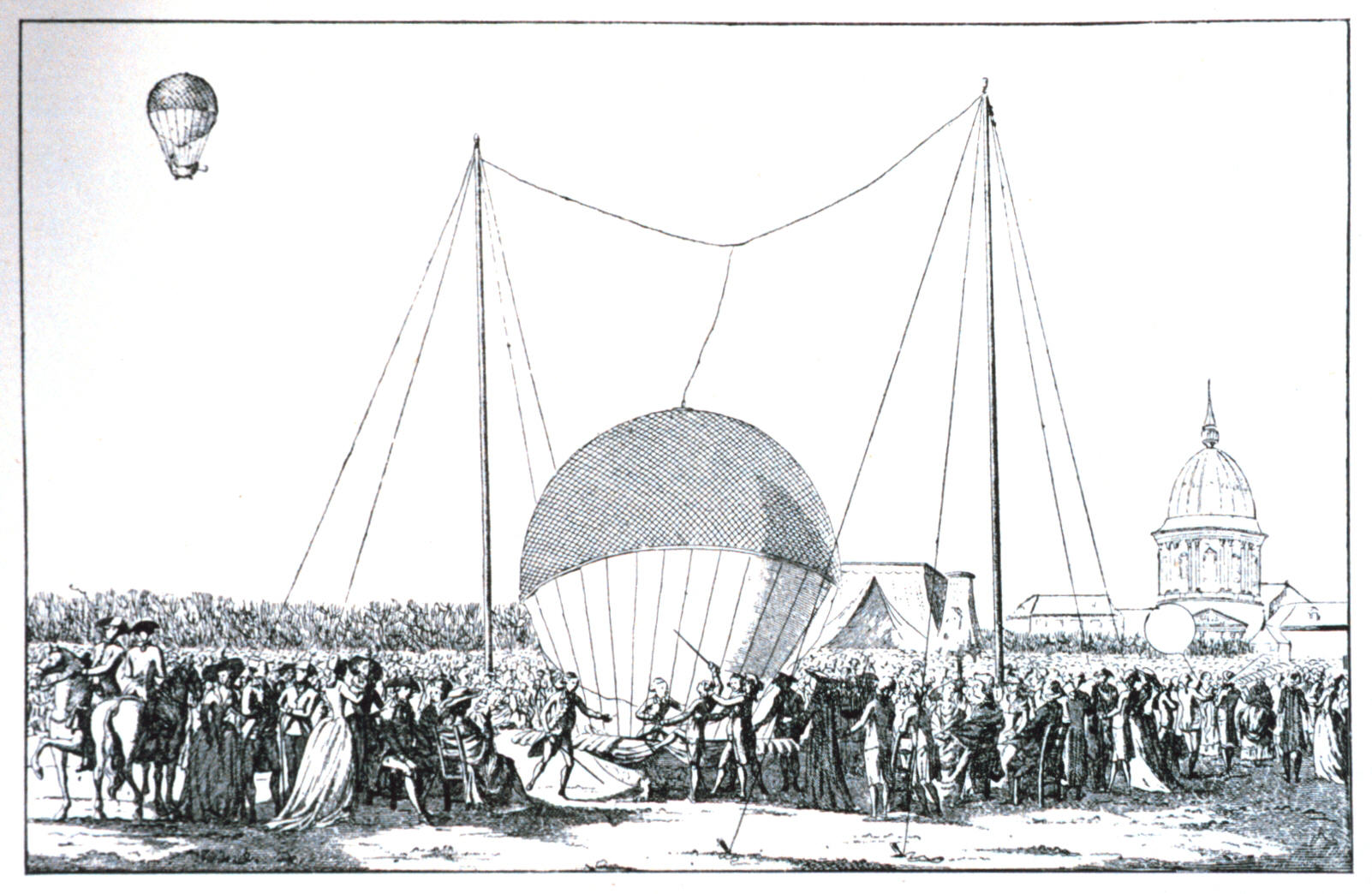
De ballonvaart van Pilâtre de Rozier op 15 oktober 1783

### De eerste vrije, en bemande ballonvaart
De markies d'Arlandes, een majoor in het leger met een belangrijke functie aan het hof, werd enthousiast voor deze experimenten. Hij stelde een vrije ballonvaart voor, in samenwerking met Pilâtre, vanaf het Château de la Muette, met een geschikte tuin, niet ver van het Bois de Boulogne. Op 21 november om 13.45 uur stegen de beide mannen op. De ovaalvormige ballon was 23 meter hoog, had een diameter van 13 meter, en een inhoud van 2.000m3. De azuurblauwe machine aerostate had de vorm van een citroen, en was in goud beschilderd met de twaalf tekens van de dierenriem, cijfers en zonnen en guirlandes. De beide mannen konden elkaar vanwege de rook nauwelijks zien. Toen een aantal touwen braken raakte d'Arlandes in paniek, maar Rozier hield het hoofd koel.
Bijna heel Parijs zag, opgetogen van verwondering, de verbazend grote luchtballon opstijgen. De inzittenden stegen tot een hoogte van 3.000 voet (900 meter) en legden in 20-25 minuten een afstand van bijna negen kilometer af. Bij de landing, het gevaarlijkste onderdeel, tussen twee molens over de bolwerken, vloog het stro in brand. Een natte spons bleek niet genoeg. Pilâtre trok vlug zijn jas uit en liep in zijn hemd rond. De jas werd door de omstanders aan stukken getrokken die als souvenir werden meegenomen. Toen het gevaarlijke en halsbrekende experiment was afgelopen, werd in het Château de la Muette, bewoond door de dauphin, een officiële acte opgemaakt, ondertekend door o.a. Benjamin Franklin.

### Grootste ballon ooit
Op 19 januari 1784 vond een vlucht plaats bij Lyon. De ballon Le Flesselles was zo omvangrijk (100 x 120 voet), dat hij misschien wel de grootste ballon was ooit; het kostte zeventien uur om deze op te blazen. Voor de versteviging van de top zouden ruim 1.500 schapen- of bokkenhuiden zijn gebruikt. Er stonden acht mensen in een soort galerij; behalve Pilâtre was ook Joseph Montgolfier van de partij. De lucht werd verwarmd door een ijzeren kachel gestookt op hout; het stro werd aangestoken met brandewijn. (Later zijn ook experimenten met steenkool en aardappelen uitgevoerd). De weersomstandigheden waren zo extreem, dat het papier door de sneeuw zacht was geworden. Toen het gevaarte plotseling in rook en vlammen neerdaalde, knielden de toeschouwers en hieven hun handen omhoog. Na afloop werden de aeronauten op handen weggedragen naar hun koetsen. In de opera van Lyon werden de beide mannen gelauwerd, na de opvoering van Ephigénie en Aulide van Gluck.

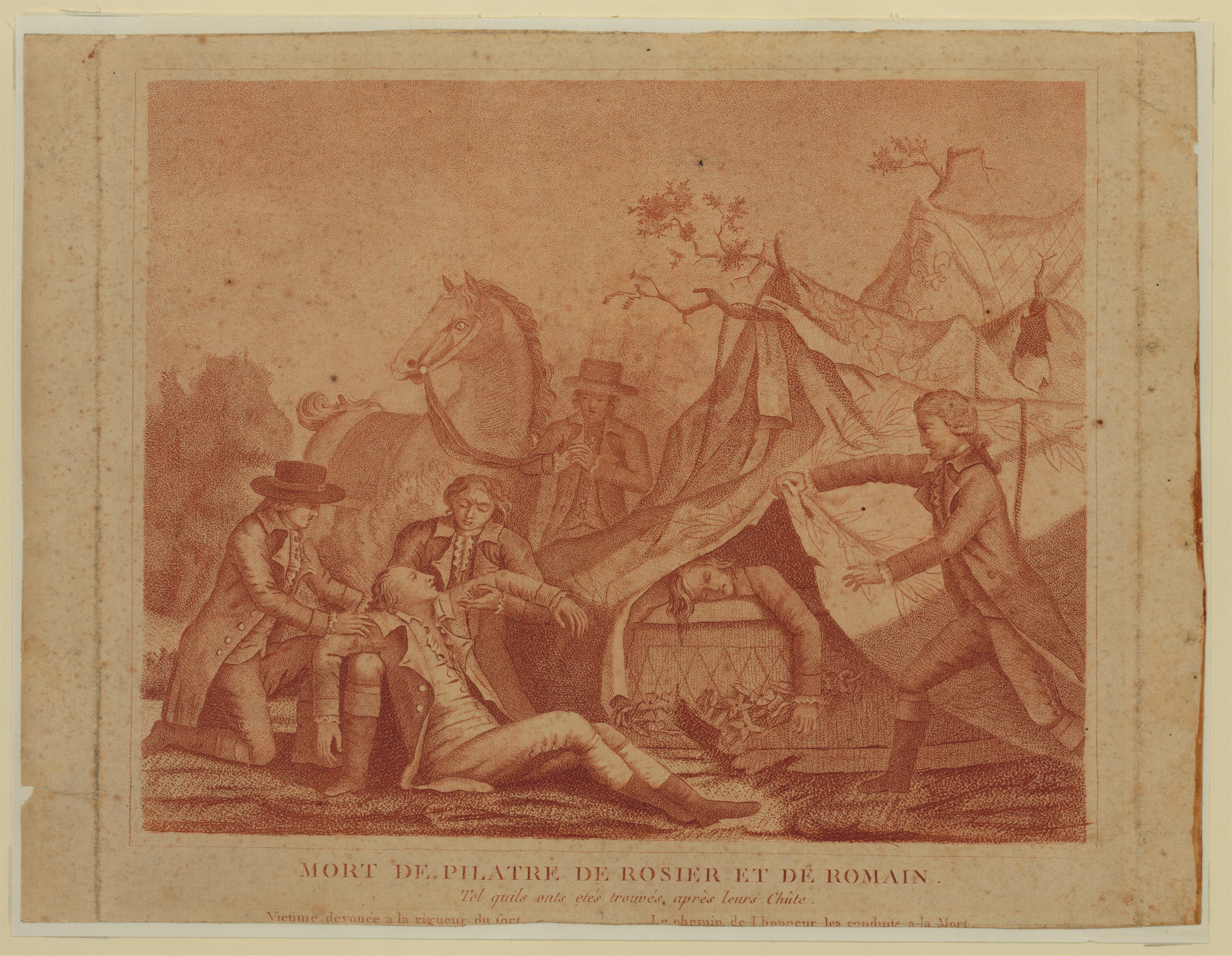
Het eerste slachtoffer van in de luchtvaart

Op 23 juni stegen Pilâtre en Louis Joseph Proust op vanuit Versailles. Koning Gustaaf III van Zweden was een van de financiers en toeschouwer. De ballon dreef 52km in noordwestelijke richting en landde bij Luzarches. Alle records werden gebroken: voor snelheid, afstand en hoogte.

### Het eerste slachtoffer in de luchtvaart
In januari 1785 deed Pilâtre de Rozier twee pogingen om het Kanaal over te steken, net als Jean Pierre Blanchard, die het was gelukt vanuit Engeland. De derde poging op 15 juni in een combinatie van een waterstofballon en een heteluchtballon had een dodelijke afloop. De ballon vatte vlam en door het verbranden van de touwen stortten ... na reeds tot een ontzettende hoogte te zijn gestegen ..., de beide aeronauten naar beneden. Pilâtres voet was afgerukt van het been, overal lag bloed. Iedereen was aangedaan en waarschijnlijk pleegde zijn verloofde acht dagen later zelfmoord. Zijn familie kreeg van de koning een pensioen. Op de plaats van het ongeluk in Wimereux staat een obelisk.

## Vernoemd
In 1991 werd de maankrater Pilâtre naar hem vernoemd. In Antarctica ligt de Roziergletscher. 

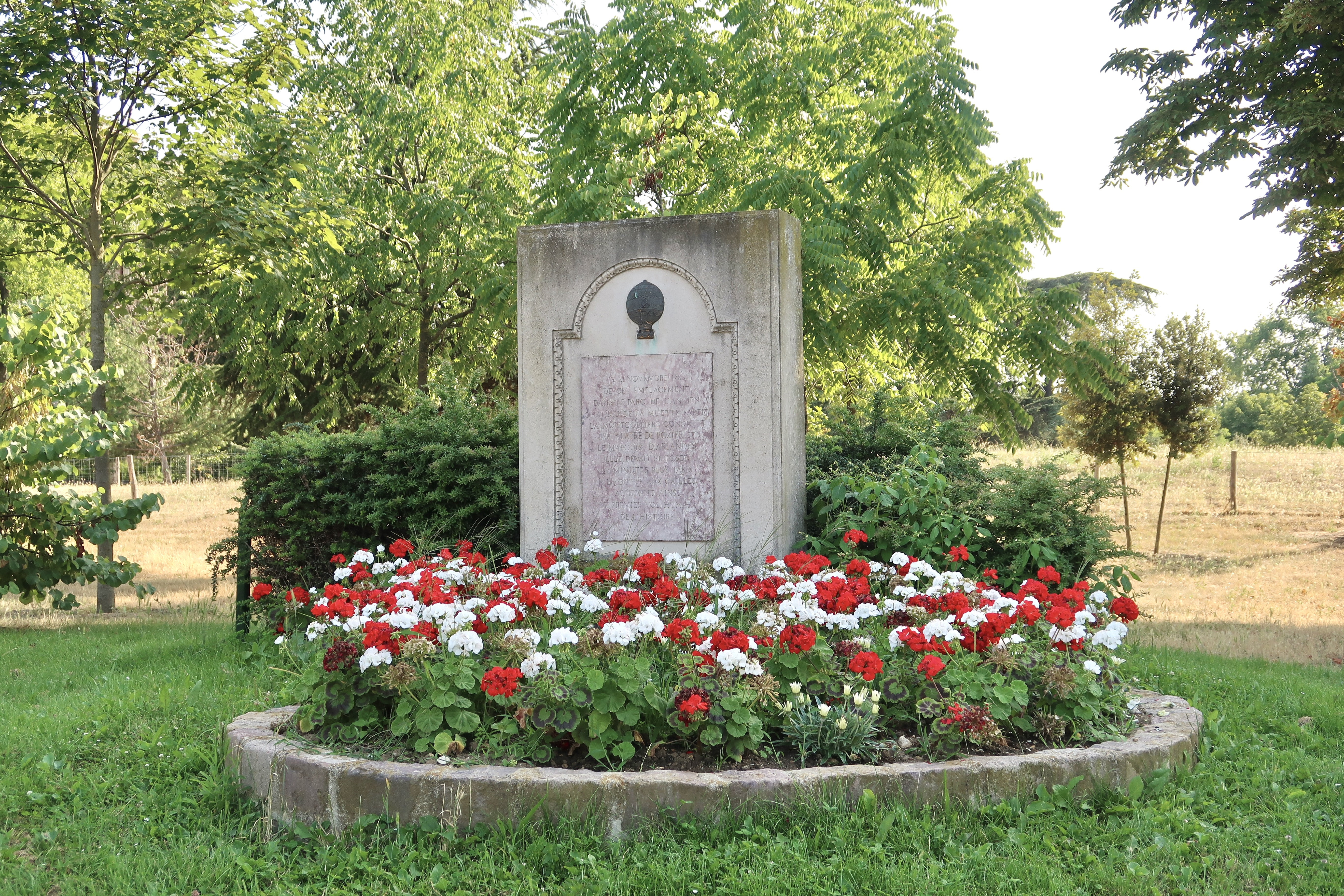
Monument ter herinnering aan de eerste vlucht op de Place de Colombie
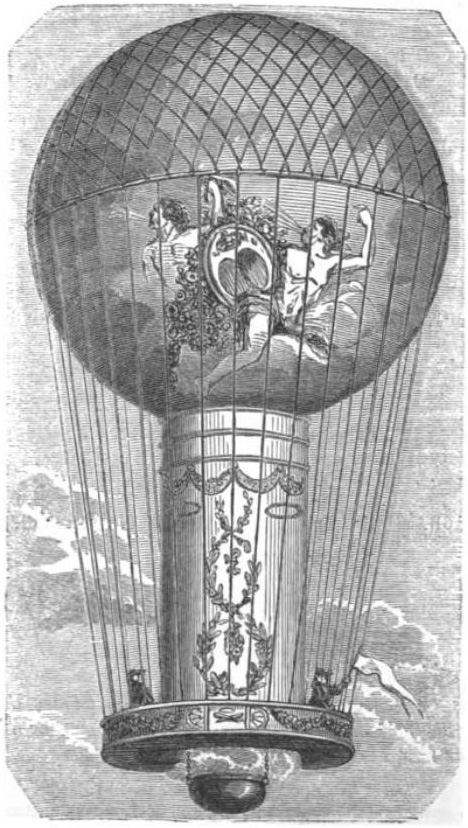
De ballon waarmee Pilâtre de Rozier verongelukte
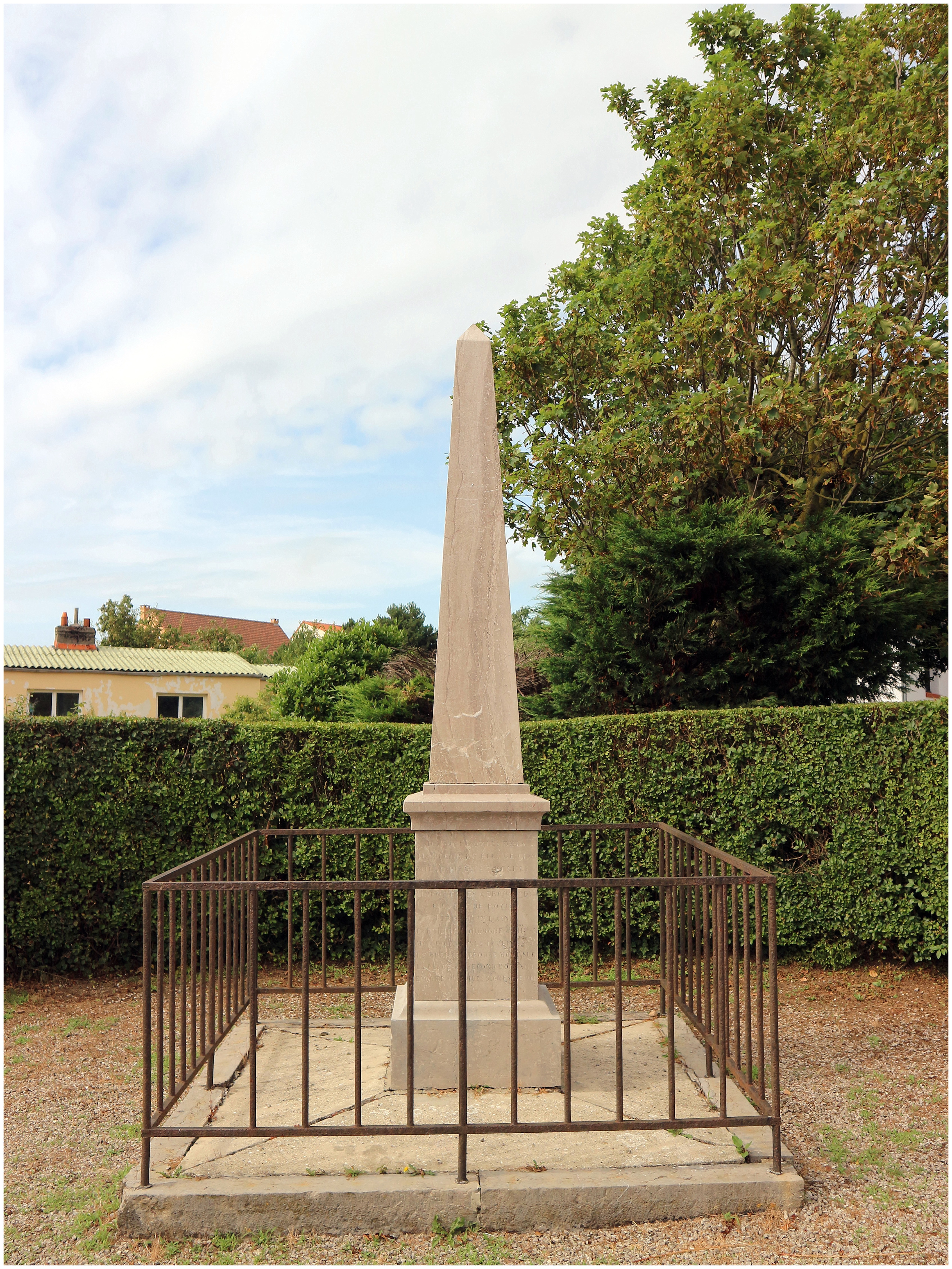
Obelisk op de plaats van het ongeluk